# イオン厚岸店
イオン厚岸店（イオンあっけしてん）は、北海道厚岸郡厚岸町に所在するイオン北海道運営の総合スーパー（GMS）である。

## 概要
1980年3月に地場スーパーの4社が合併して開業した「ホクホー厚岸店」を移転する形で、1993年10月に北海道ニチイが運営・管理する「ニチイ厚岸店」が開業した。
運営会社である北海道ニチイがマイカル北海道への社名変更を行い、同年9月に店名が「サティ厚岸」へ変更された。後に運営会社の社名変更に伴い2002年5月に「ポスフール厚岸店」、2011年3月1日には「イオン厚岸店」へ再度変更されている。
店舗運営における費用等の圧縮を目的としたローコストオペレーションの価格強化型店舗としてイオン北海道内では初となる業態変更を行った。
当施設はイオン （総合スーパー）の店舗としては珍しく、店舗面積が500平方メートル以上3000平方メートル未満に分類される第二種大規模小売店舗となっており、道内ではSSM型店舗である南平岸店（北海道札幌市豊平区）と北郷店（北海道札幌市白石区）を除けば最小の店舗面積である。

## 沿革
- 1993年（平成5年）10月 - 北海道ニチイ運営のニチイ厚岸店として移転オープン。
- 1996年（平成8年）9月 - 運営会社の社名変更に伴い、店名を厚岸サティに改称[2]。
- 2002年（平成14年）5月 - 運営会社の社名変更に伴い、店名をポスフール厚岸店に改称[3]。
- 2011年（平成23年）
  - 3月1日 - イオンへの店名変更に伴い、イオン厚岸店に改称[4]。
  - 11月26日 - ローコストオペレーションの価格強化型店舗化に伴い、フロア1階の食品売場を中心とした改装を実施[8]。

## フロアとテナント

### フロア概要
核店舗のイオン厚岸店と3の専門店で構成される。
| 階  | フロア概要                           |
| --- | ------------------------------------ |
| 2階 | 婦人・紳士・子供衣料と住まいのフロア |
| 1階 | 総合食料品のフロア                   |

### テナント
1階
- マルセンクリーニング（クリーニング）

2階
- セリア（100円ショップ）
- にこにこBEAR（ゲームコーナー）

※テナント情報は2022年6月時点
出店テナント全店の一覧詳細情報は公式サイト「フロアマップ」を、営業時間およびATMを設置している金融機関の詳細は公式サイトを参照。

## アクセス
厚岸町立真龍小学校斜め向かい、道道123号 別海厚岸線沿いに位置している。

### 鉄道
- 厚岸駅（JR北海道・花咲線）から徒歩約10分

### バス
- 港町1号公園（くしろバス・厚岸町内買物循環バス）からすぐ

### 自動車
- 国道44号 r123交差点から道道123号線経由で約3分

### 駐車場
当施設の駐車場は、108台利用可能である。
| 施設駐車場 | 駐車台数 | 駐車可能時間 | 備考 |
| ---------- | -------- | ------------ | ---- |
| 正面駐車場 | 36       | 8:30 - 20:15 |      |
| 北側駐車場 | 72       | 8:30 - 20:15 |      |

## 近隣施設
- 厚岸町立真龍小学校
- 北海道 釧路方面 厚岸警察署
- 厚岸郵便局
- 厚岸町海事記念館